# C5H3NO
化学式C5H3NO的化合物（摩尔质量：93.08 g/mol）可以指：
- 2-氰基呋喃，CAS号：617-90-3
- 3-氰基呋喃，CAS号：30078-65-0

|  | 这个同类索引页列出了具有相同分子式的化学物（即同分異構體）条目。 除非您是有意链接至本页，否则应将相应条目的内部链接指向正确的条目。 |